# Agència Estatal de Seguretat Aèria
L'Agència Estatal de Seguretat Aèria, també coneguda per l'acrònim AESA, és una agencia estatal encarregada de la seguretat de l'aviació civil en l'àmbit territorial d'Espanya. La seva fundació data de l'any 2008, arran de la promulgació del Reial decret 184/2008. Es troba adscrita al Ministeri de Foment d'Espanya, a través de la Direcció general d'Aviació Civil. La directora general des de 2008 és Isabel Maestre Moreno.

## EASA i les Autoritats Nacionals d'Aviació Civil
Les Autoritats Nacionals d'Aviació Civil de cada país membre segueixen encarregant-se de la majoria de tasques operatives com llicèncias i certificació d'aeronaus. L'Agència Europea de Seguretat Aèria és l'encarregada de desenvolupar les normes comunes per a l'aviació civil, assegurant el compliment de les mateixes a través d'inspeccions en els Estats membres.
A Espanya l'Autoritat d'Aviació Civil és AESA.

## Entitats Auditores

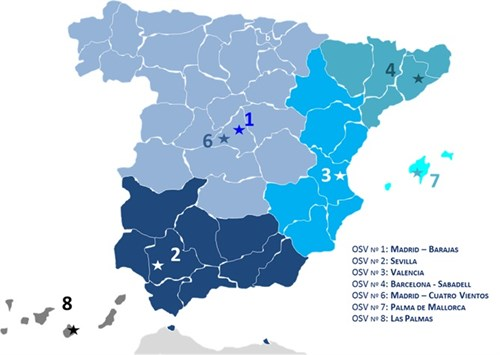
Oficines de l'Agència

La AESA està controlada i auditada per les següents entitats:
- L'Organització Internacional d'Aviació Civil (OACI).
- La Comissió Europea.
- L'Agència Europea de Seguretat Aèria (EASA).
- L'Organització Europea per a la Seguretat de la Navegació.

## Competències
Les competències d'AESA es reparteixen segons l'àmbit de treball en el qual es trobin, podent trobar les següents divisions:

### Aeronaus
- Realitzar juntament amb l'AESA l'expedició de certificacions de tipus de fabricacions aeronàutiques i el control de les entitats que s'encarreguen del disseny i producció d'aeronaus.
- Controlar els centres de manteniment d'aeronaus, a través de la inspecció i aprovació dels seus programes de manteniment.
- Controlar la fabricació d'aeronaus de manera aficionada.
- Emissió de les Certificacions de Tipus d'Ultralleugers.

### Infraestructures
- Autorització i certificació d'Aeroports, Aeròdroms i Heliports.
- Aprovar la funcionalitat dels Sistemes de Navegació Aèria.
- Autoritzar a les organitzacions de Handling o Assistència en Terra.

### Companyies Aèries
- Autoritzar l'ús de permisos de tipus comercial de tràfic aeri a Espanya.
- Controlar la seguretat de les operacions de les aerolínies, a través de les organitzacions que gestionen l'Aeronavegabilitat Continuada de les Aeronaus (CAMO) i la formació de les tripulacions.

### Formació Aeronàutica
- Aprovar els cursos i les escoles de formació, encarregant-se també de la inspecció d'aquestes institucions.
- Expedició d'habilitacions i títols de Tècnics de Manteniment, Auxiliars de Vol, Controladors Civils de Trànsit Aeri, Pilots…